# Yana Belomoina
Yana Borysivna Belomoina –en ucraniano, Яна Борисівна Беломоіна– (Lutsk, 2 de noviembre de 1992) es una deportista ucraniana que compite en ciclismo de montaña en la disciplina de campo a través.
Ganó una medalla de bronce en el Campeonato Mundial de Ciclismo de Montaña de 2015 y tres medallas en el Campeonato Europeo de Ciclismo de Montaña entre los años 2017 y 2020.

## Medallero internacional
| Campeonato Mundial | Campeonato Mundial     | Campeonato Mundial | Campeonato Mundial |
| Año                | Lugar                  | Medalla            | Competición        |
| ------------------ | ---------------------- | ------------------ | ------------------ |
| 2015               | Vallnord (Andorra)     | Medalla de bronce  | Campo a través     |
| Campeonato Europeo |                        |                    |                    |
| Año                | Lugar                  | Medalla            | Competición        |
| 2017               | Darfo Boario (Italia)  | Medalla de oro     | Campo a través     |
| 2019               | Brno (República Checa) | Medalla de plata   | Campo a través     |
| 2020               | Monteceneri (Suiza)    | Medalla de bronce  | Campo a través     |